# 马尔比
马尔比（法語：Marby，法語發音：[maʁbi]）是法国大東部大區阿登省的一个市镇，属于沙勒维尔-梅济耶尔区。

## 地理
马尔比（49°49'45"N, 4°25'46"E）面积7.35 平方千米，位于法国大東部大區阿登省，该省份为法国北部内陆省份，西接埃纳省，南至马恩省，东临默兹省，北与比利时接壤。
与马尔比接壤的市镇（或旧市镇、城区）包括：布隆拜、塞尔尼翁、埃塔勒、弗莱涅阿维、莫贝尔方丹。

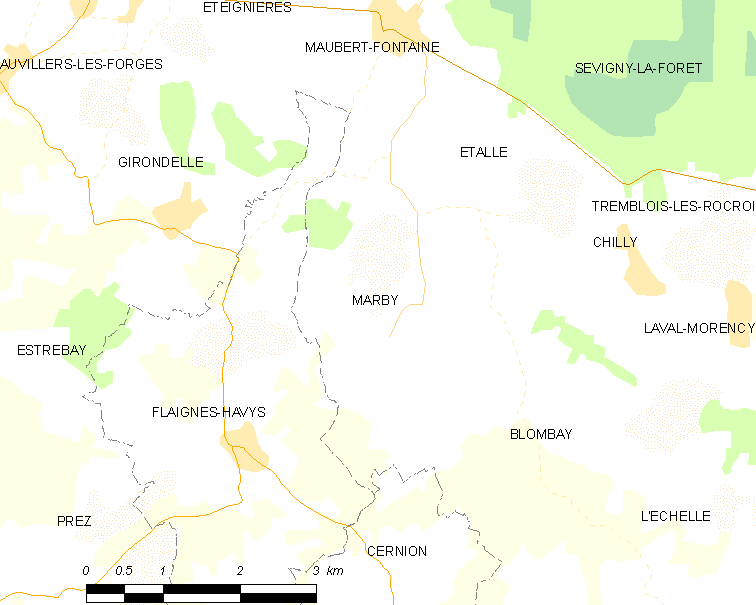
马尔比的OSM定位图

马尔比的时区为UTC+01:00、UTC+02:00（夏令时）。

## 行政
马尔比的邮政编码为08260，INSEE市镇编码为08273。

## 政治
马尔比所属的省级选区为锡尼拉拜县。

## 人口

1962-2008年间马尔比人口变化图示

马尔比于2022年1月1日时的人口数量为79人。